# 突厥內戰

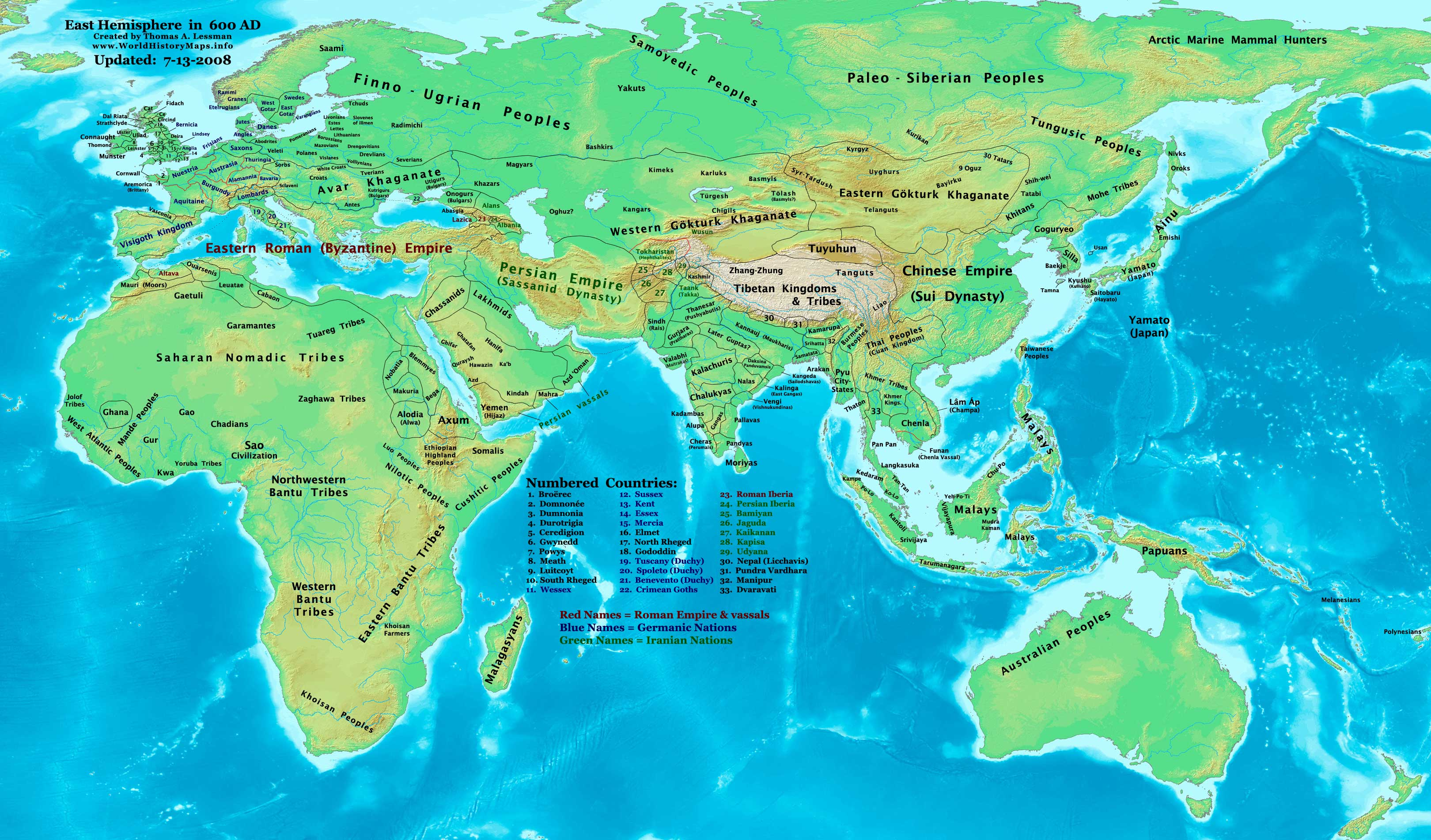
公元600年的西突厥和东突厥

突厥內戰，6世纪末至7世纪初，突厥汗国进行的一系列内战，导致突厥分裂为东突厥和西突厥。

## 沙钵略与阿波之战
突厥大可汗沙钵略可汗是乙息记可汗之子，小可汗阿波可汗部是木杆可汗之子。沙钵略可汗历来嫌忌阿波可汗骁勇。隋文帝乘机进行离间分化，配合军事反击，大败沙钵略。583年四月，沙钵略攻打隋朝白道（今内蒙古呼和浩特西北）之战败归，五月下旬阿波亲附隋朝。沙钵略怨恨阿波与隋交好，便乘阿波尚来归来之机，率軍袭击阿波牙帐，击败阿波部落，杀阿波之母。阿波由高越原（今甘肃武威北）还军后，无处可归，便投奔西方的达头可汗（室点密之子）。达头大怒，于是派阿波率兵东攻沙钵略。于是阿波部落纷纷归附，聚集近十万骑兵。阿波军多次击败沙钵略，收复全部故地，兵势强盛。沙钵略因贪汗可汗与阿波交好，夺其部落，废其可汗称号，致使贪汗投奔达头。沙钵略从弟地勤察另有部落，因与沙钵略有矛盾，也率部归附阿波。沙钵略与阿波互相攻战，不斷交兵，无力南犯隋朝。

## 沙钵略归附隋朝
沙钵略可汗多次被隋朝击败后，又因西受达头、阿波二可汗的攻击，东畏契丹的威胁，于是在584年九月向隋朝请求和亲。隋文帝应允，并封沙钵略可汗之妻千金公主为大义公主，赐姓杨。突厥阿波可汗的力量日益强大，控制了东至都斤山（今蒙古国杭爱山）、西越金山（今阿尔泰山）的大片地区。585年七月，沙钵略可汗被阿波、达头二可汗攻击，遣使向隋朝告急，请求率所部寄居白道川。隋文帝接受，命次子杨广出兵接应，并赐给他们衣食、车服鼓吹。沙钵略可汗打着隋军旗号向西击大败阿波可汗。这时阿拔国（位于突厥西南）乘虚袭击沙钵略营地，掠其人畜。隋军击退阿拔军，将所获全归还沙钵略。沙钵略与隋朝立約大漠为界，并上表愿意“永为藩附”。

## 莫何击败阿波
587年四月，沙钵略可汗卒，其部众立其弟处罗侯为莫何可汗，请隋朝承认。隋朝派车骑将军长孙晟前去祝贺，并赐以鼓吹旗幡。莫何可汗率部打着隋所赐旗鼓西击阿波可汗。阿波部下以为莫何已得隋兵助阵，丧失斗志，望风归降。莫何可汗于是生擒阿波可汗。588年十一月，莫何可汗继续西击邻国，中流矢而死。沙钵略可汗之子雍虞闾继位，称都蓝可汗。

## 启民可汗附隋
597年，莫何可汗之子染干迎隋文帝宗女安义公主为妻。隋文帝厚赐染干，都蓝可汗大怒，于是与隋绝交，并联盟西突厥达头可汗合攻染干。599年，染干兵败于塞下，与隋使长孙晟入塞，被隋封为意利珍豆启民可汗，在朔州（今山西朔州市）定居。年底，都蓝被部下刺杀。602年三月，达头可汗派思力俟斤等率部渡过黄河，袭扰已经归降隋朝的突厥启民可汗，掠走男女六千人、牲畜二十余万头。隋朝越国公杨素率上大将军梁默等轻骑追击，转战六十余里，大败突厥。思力俟斤率余众北逃，杨素继续追赶，至半夜追上突厥。杨素为全歼突厥，命大部队骑兵尾随追击，亲自率领两名骑兵和两名投降的突厥人与突厥军队一起行进。思力俟斤以为已将隋军甩掉，遂命令部队扎营休息。杨素趁其没有安置妥当之际，击败思力俟斤，夺回全部的人口和牲畜。不久，达头可汗统合的突厥崩溃。603年突厥所属的铁勒、仆骨等10馀部落都投奔启民可汗，达头可汗西逃吐谷浑。启民可汗成为东突厥唯一的可汗。

## 射匮统一西突厥
610年，隋炀帝西巡时，派侍御史韦节召西突厥泥撅處羅可汗（阿波可汗侄孙）会于大斗拔谷（即今甘肃民乐东南甘、青二省交界处的扁都口），泥撅處羅可汗借故婉言谢绝，炀帝大怒。正好达头可汗之孙射匮派使者前来求婚，炀帝于是听从裴矩的计策，召见使者，说将立要射匮为西突厥大可汗，并赐桃竹白羽箭1支，令其发兵讨伐泥撅處羅。射匮听使者汇报后，非常高兴，于是发兵袭击泥撅處羅。泥撅處羅大败，抛弃妻儿，仅率几千騎兵向东逃跑，在路上又遇到劫掠，只好寄居高昌境内。这时隋炀帝再次召其入朝，泥撅處羅可汗被迫归顺隋廷，射匮统一西突厥。